# 感應
| ウィキペディアには「感應」という見出しの百科事典記事はありません（タイトルに「感應」を含むページの一覧/「感應」で始まるページの一覧）。 代わりにウィクショナリーのページ「感應」が役に立つかもしれません。 |